# Stary cmentarz żydowski w Łasku
Stary cmentarz żydowski w Łasku – został założony najprawdopodobniej w XVIII wieku przy obecnej ulicy Mickiewicza. Został zdewastowany w okresie II wojny światowej. Przypuszczalnie nagrobki z tego cmentarza posłużyły za materiał do wybrukowania drogi w pobliskiej wsi Buczek. W latach 60. XX wieku ekshumowano ciała pochowanych osób, a na miejscu kirkutu postawiono budynek Liceum Ogólnokształcącego.